# Rechtounik
Le Rechtounik (ou Rchtounik, en arménien Ռշտունիք) est une région de l'Arménie historique située dans le Vaspourakan.
Elle était dominée par la famille des Rechtouni.